# Fehérhasú gyümölcsrigó
A fehérhasú gyümölcsrigó (Pseudorectes incertus) a madarak (Aves) osztályának verébalakúak (Passeriformes) rendjébe, ezen belül a légyvadászfélék (Pachycephalidae) családjába tartozó faj.

## Rendszerezése
A fajt Eduard Daniël van Oort holland ornitológus írta le 1909-ben, a Pitohui nembe Pitohui incertus néven. Egyes szervezetek a Colluricincla nembe sorolják Colluricincla incerta néven.

## Előfordulása
Új-Guinea szigetén, Indonézia és Pápua Új-Guinea területén honos. Természetes élőhelyei a szubtrópusi és trópusi mocsári erdők. Állandó, nem vonuló faj.

## Megjelenése
Testhossza 21,5–23 centiméter, testtömege 75 gramm.

## Életmódja
Gyümölcsökkel és rovarokkal  táplálkozik.

## Természetvédelmi helyzete
Az elterjedési területe nagyon kicsi és a fakitermelés miatt ez még csökkenhet is, egyedszáma viszont még stabil. A Természetvédelmi Világszövetség Vörös listáján mérsékelten fenyegetett fajként szerepel.